# 阮咸 (楽器)

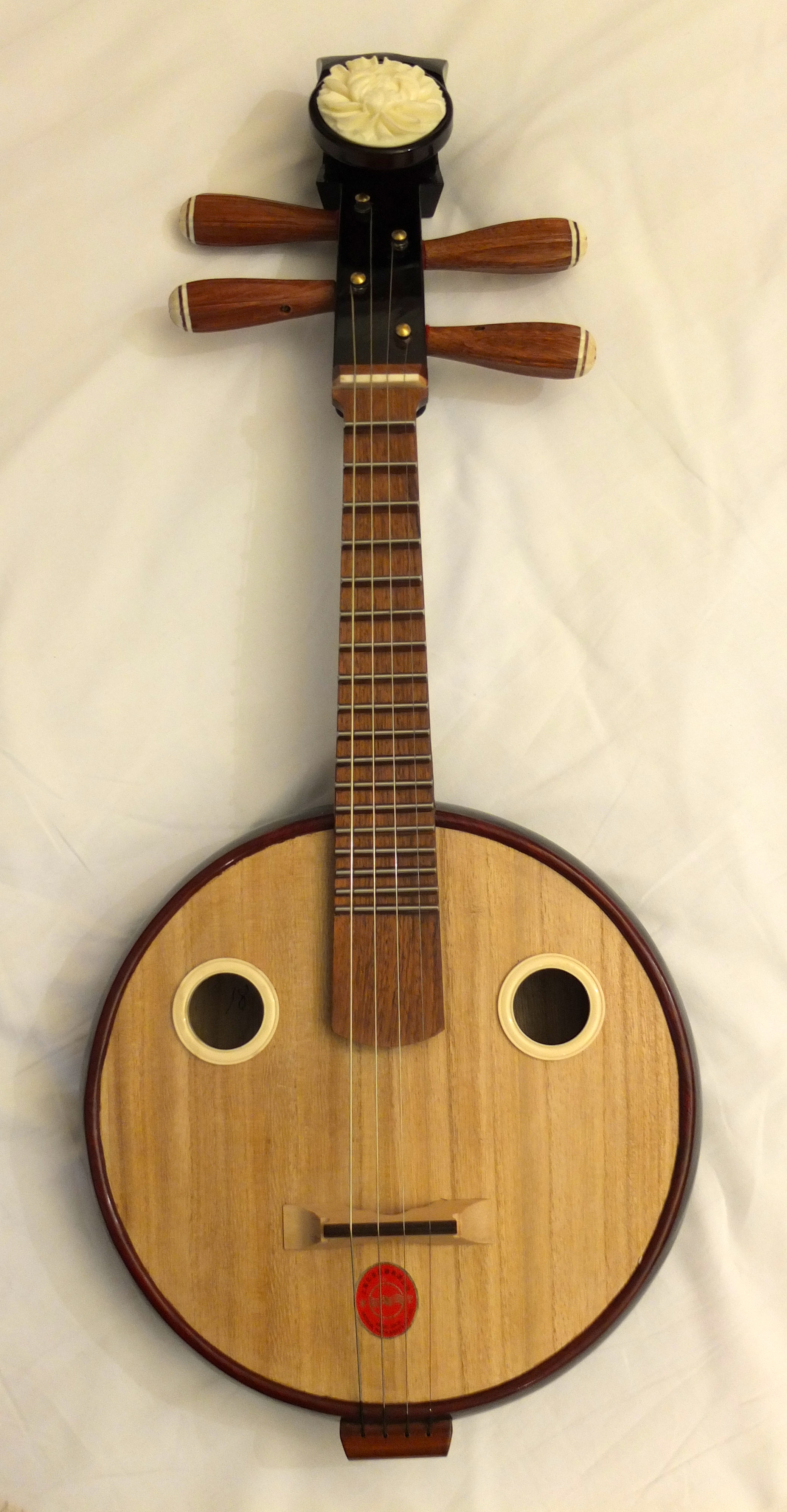
近代の阮咸（小阮、全長約70cm）。

阮咸（げんかん）は、リュートに属する中国の撥弦楽器。三国時代に魏の阮咸が大変よく弾けたため、その名で呼ぶようになった。

## 概要
阮咸は、歴史学においては正倉院に伝わっているものがよく知られている。唐代の作で、琵琶とは構造が異なって胴と棹が分かれており、胴の形状が円形なのが特徴である。弦は4弦。秦制と漢制を併せて作られているので、秦琵琶、秦漢子の別称がある。
楽器の系統としては明清楽に使われる楽器として日本に伝えられた月琴と強いつながりがあり、「同じ楽器」と見做される場合もある。
月琴は棹が極めて短いのが特徴であるが、阮咸は長い棹を持つ。円形の他に八角形の胴体のものもある。

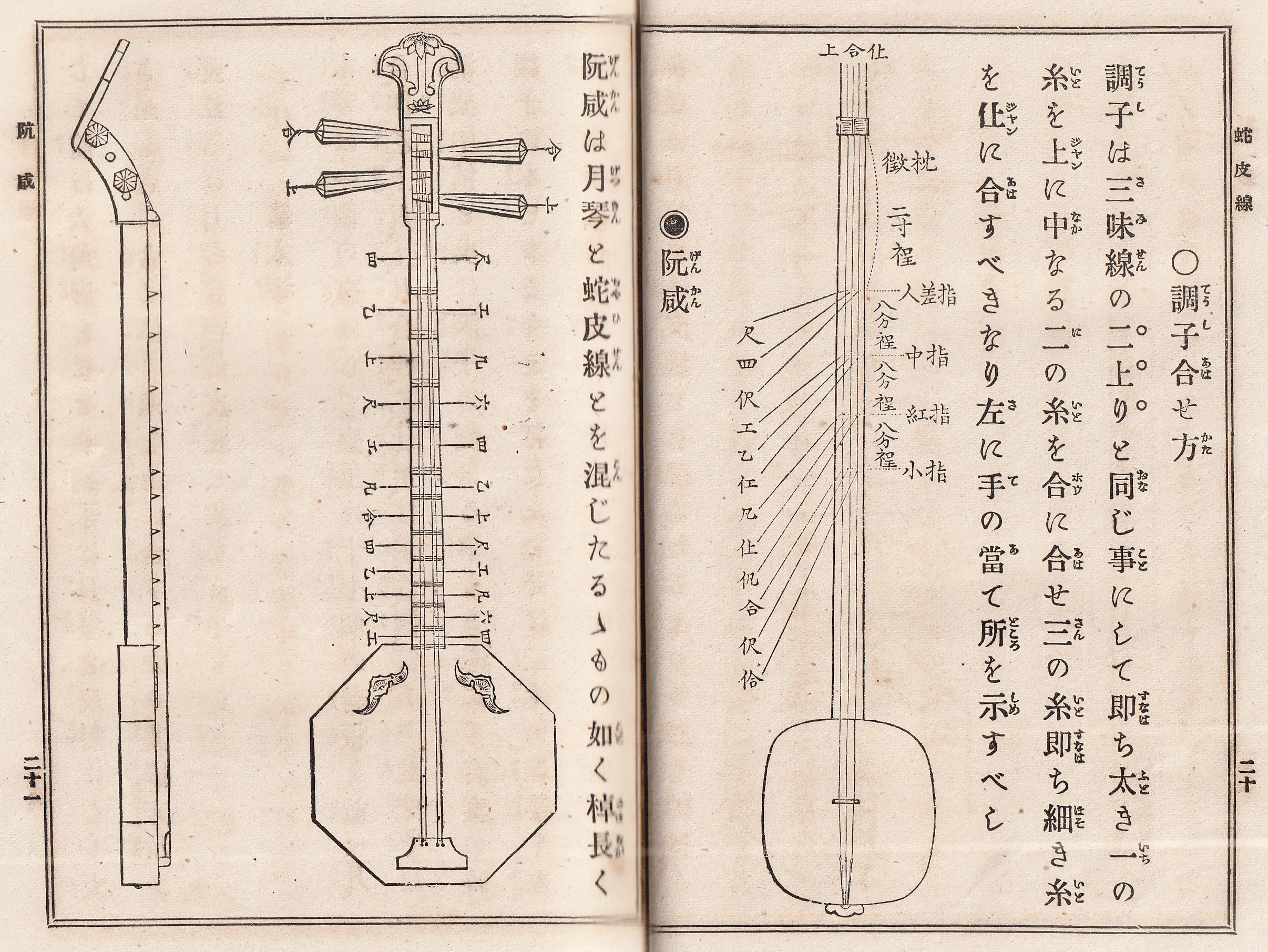
明清楽の阮咸
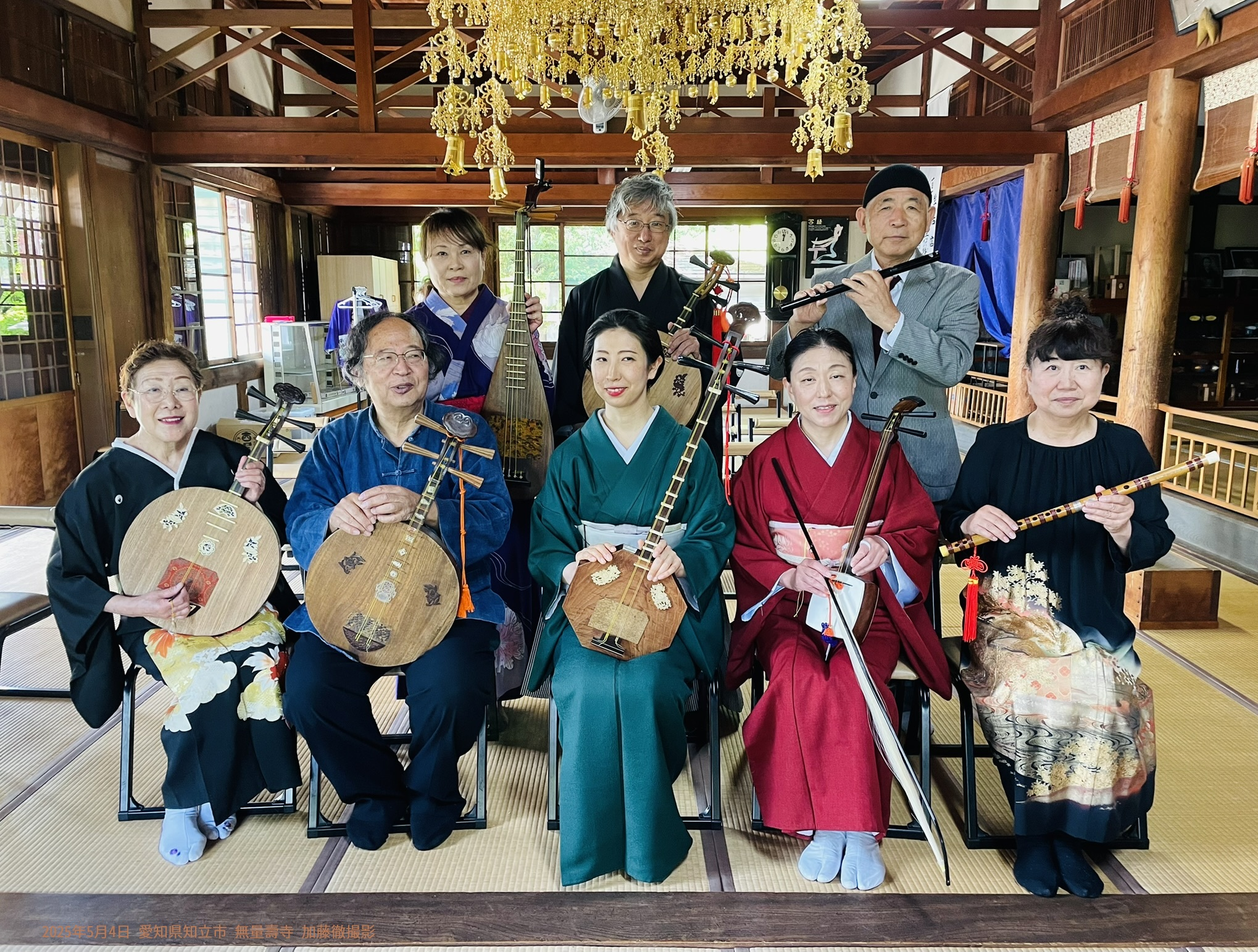
前列中央の女性の楽器が明清楽の阮咸。隣の月琴(清楽の月琴)とは形状もサイズも全く異なる。

一時廃れたが近代になってから復元され、琵琶などと同様「近代化」として改造された。アンサンブルで使用する必要性から小阮、中阮(元来のサイズ)、大阮、更に低音阮の4種類に分岐した。ソロの楽曲も多数創作されている。